# جاك جيل
جاك جيل (بالإنجليزية: Jack Gill)‏ هو لاعب كرة قدم أسترالية أسترالي، ولد في 10 يناير 1898 في St Kilda, Victoria ‏ في أستراليا، وتوفي في 18 يوليو 1967 في Ormond, Victoria ‏ في أستراليا.

## وصلات خارجية
- جاك جيل على موقع AustralianFootball.com (الإنجليزية)
- جاك جيل على موقع AFLtables.com (الإنجليزية)